# Högseröds landskommun
Högseröds landskommun var en tidigare kommun i dåvarande Malmöhus län.

## Administrativ historik
Kommunen bildades i Högseröds socken i Frosta härad i Skåne när 1862 års kommunalförordningar trädde i kraft. 
I kommunen inrättades 26 maj 1899 Löberöds municipalsamhälle som även hade en del i Hammarlunda landskommun. 
Vid kommunreformen 1952 uppgick kommunen med municipalsamhället i Löberöds landskommun som uppgick 1971 i Eslövs kommun.

## Politik

### Mandatfördelning i Högseröds landskommun 1938-1946
| 7 | 6 | 4 | 3 |

| 20 |

| 6 | 7 | 4 | 3 |

| 20 |

| 5 | 7 | 5 | 3 |

| 18 |